# هاینکل ۲۸۰
هاینکل ۲۸۰ (به انگلیسی: Heinkel He 280) یک هواگرد ساختِ کارخانهٔ هاینکل در کشور آلمان است که در سال ۱۹۴۰–۱۹۴۳ ساخته شد. این هواگرد برای نخستین بار در ۲۲ سپتامبر ۱۹۴۰ میلادی مورد استفاده قرار گرفت.